# Wilkinson (Familienname)
Wilkinson ist ein ursprünglich patronymisch entstandener englischer Familienname mit der Bedeutung „Sohn des Wilkin“. Wilkin seinerseits war eine mittelalterliche Verkleinerungsform des Vornamens William (dt. Wilhelm).

## Namensträger

### A
- Adrienne Wilkinson (* 1977), US-amerikanische Schauspielerin
- Alan Wilkinson (* 1954), britischer Jazz- und Improvisationsmusiker
- Alex Wilkinson (* 1984), australischer Fußballspieler
- Alix Wilkinson (* 2000), US-amerikanische Skirennläuferin
- Amie Wilkinson (* 1968), US-amerikanische Mathematikerin
- Andrew Wilkinson (1697–1784), britischer Politiker
- Andy Wilkinson (* 1984), englischer Fußballspieler

### B
- Bill Wilkinson (Leichtathlet) (William Wilkinson; 1934–1985), britischer Langstreckenläufer
- Bill Wilkinson (Rennfahrer) (William Wilkinson; * 1941), britischer Motorradrennfahrer
- Bill Wilkinson (Eishockeytrainer) (William Wilkinson, * 1947), kanadischer Eishockeytrainer

### C
- Callum Wilkinson (* 1997), britischer Geher
- Carole Wilkinson (* 1950), australische Schriftstellerin
- Charles Wilkinson (Politiker, 1725) (1725–1782), britischer Politiker
- Charles Wilkinson (Politiker, 1868) (1868–1956), neuseeländischer Politiker
- Chris Wilkinson (* 1970), britischer Tennisspieler
- Chris Wilkinson (1945–2021), britischer Architekt und Künstler
- Christopher Wilkinson (* 1950), US-amerikanischer Drehbuchautor, Regisseur und Produzent
- Colm Wilkinson (* 1944), irischer Musicaldarsteller und Sänger
- Cyril W. Wilkinson (* um 1940), irischer Badmintonspieler

### D
- Dan Wilkinson (* 1973), US-amerikanischer American-Football-Spieler
- David Wilkinson (Ingenieur) (1771–1852), US-amerikanischer Ingenieur und Erfinder
- David Wilkinson (Autor) (* 1959), britischer Autor, Herausgeber und Unternehmer
- David Wilkinson (Judoka) (* 1973), australischer Judoka
- David Wilkinson (Schiedsrichter) (* 1982), irischer Rugby-Union-Schiedsrichter
- David Todd Wilkinson (1935–2002), US-amerikanischer Astrophysiker und Kosmologe
- Denys Wilkinson (1922–2016), britischer Physiker
- Derek Wilkinson (Fußballspieler) (1935–2017), englischer Fußballspieler
- Derek Wilkinson (Eishockeyspieler) (* 1974), kanadischer Eishockeytorwart, -trainer und -funktionär
- Diana Wilkinson (* 1944), britische Schwimmerin
- Doris Y. Wilkinson (1936–2024), US-amerikanische Soziologin

### E
- Elias John Wilkinson Gibb (1857–1901), schottischer Orientalist
- Ellen Wilkinson (1891–1947), britische Politikerin
- Eugene P. Wilkinson († 2013), US-amerikanischer Marineoffizier

### G
- Gary Wilkinson (* 1966), englischer Snookerspieler
- Gavin Wilkinson (* 1973), neuseeländischer Fußballspieler und -trainer
- Geoffrey Wilkinson (1921–1996), britischer Chemiker
- George Wilkinson (1879–1946), britischer Wasserballspieler
- Gertrude Wilkinson (1851–1929), englisch-britische Suffragette
- Glen Wilkinson (* 1959), australischer Snookerspieler

### H
- Hannah Wilkinson (* 1992), neuseeländische Fußballspielerin
- Harry Wilkinson (Fußballspieler, 1883) (1883–1933), englischer Fußballspieler
- Harry Wilkinson (Fußballspieler, 1903) (1903–1997), englischer Fußballspieler
- Harry Wilkinson (Fußballspieler, 1926) (1926–2017), englischer Fußballspieler
- Howard Wilkinson (* 1943), englischer Fußballspieler, -trainer und -funktionär

### I
- Ian Wilkinson (* 1979), englischer Radrennfahrer
- Iris Guiver Wilkinson (1906–1939), neuseeländische Dichterin, Romanautorin und Journalistin

### J
- James Wilkinson (Politiker, 1757) (1757–1825), US-amerikanischer Politiker
- James Wilkinson (Politiker, 1854) (1854–1915), australischer Politiker
- James Wilkinson (Tonmeister) (1896–1984), US-amerikanischer Filmeditor und Tontechniker
- James Wilkinson (Segler) (* 1951), irischer Segler
- James Wilkinson (Leichtathlet) (* 1990), britischer Langstrecken- und Hindernisläufer
- James H. Wilkinson (1919–1986), britischer Mathematiker
- Jeannette Wilkinson (1841–1886), englisch-britische Gewerkschafterin und Frauenwahlrechtsaktivistin
- Jemima Wilkinson (1752–1819), amerikanische christliche Predigerin, siehe Public Universal Friend
- Joe Wilkinson (* 1975), britischer Komiker
- John Wilkinson (Erfinder) (1728–1808), britischer Erfinder
- John Wilkinson (Tontechniker) (1920–2002), US-amerikanischer Tontechniker
- John Wilkinson (Politiker) (1940–2014), britischer Politiker
- John Wilkinson (Gitarrist) (1945–2013), US-amerikanischer Rockgitarrist
- John Wilkinson (Fußballspieler) (1979), englischer Fußballspieler
- John Donald Wilkinson (1929–2018), britischer anglikanischer Theologe
- John Gardner Wilkinson (1797–1875), britischer Ägyptologe
- Jonathan Wilkinson (* 1965), kanadischer Politiker
- Jonny Wilkinson (* 1979), englischer Rugbyspieler
- June Wilkinson (1940–2025), britische Schauspielerin und Model

### K
- Katharine Wilkinson (* 1983), Verfasserin, Rednerin und Lehrerin
- Ken Wilkinson (1917–1997), neuseeländischer Tischtennisfunktionär
- Kendra Wilkinson (* 1985), US-amerikanisches Model

### L
- Laura Wilkinson (* 1977), US-amerikanische Wasserspringerin
- Lauren Wilkinson (* 1989), kanadische Ruderin
- Leah Wilkinson (* 1986), britische Feldhockeyspielerin
- Lili Wilkinson (* 1981), australische Schriftstellerin
- Lois Ann Wilkinson, eigentlicher Name von Lois Lane (Sängerin) (* 1944), britische Sängerin und Musikerin
- Louis Wilkinson (1881–1966), britischer Schriftsteller, Herausgeber und Biograph

### M
- Marc Wilkinson (1929–2022), australischer Komponist und Dirigent
- Mark Wilkinson (Designer) (* 1950), britischer Möbeldesigner
- Mark Wilkinson (Grafiker) (* 1952), britischer Maler und Grafiker
- Mark Wilkinson (Zoologe) (* 1963), britischer Zoologe
- Mark Wilkinson (Rugbyspieler) (* 1977), englischer Rugbyspieler
- Mark Wilkinson (* 1989), britischer Musiker und DJ, siehe Wilkinson (Musiker)
- Mark Wilkinson (Filmemacher), Drehbuchautor, Regisseur, Produzent und Kameramann
- Mark Wilkinson (Sänger), australischer Songwriter und Sänger
- Mathew Wilkinson, australischer Schauspieler
- Matthew Wilkinson (Eiskunstläufer) (* 1985), britisch-südafrikanischer Eiskunstläufer
- Matthew Wilkinson (Leichtathlet) (* 1998), US-amerikanischer Hindernisläufer
- Matthew John Wilkinson (* 1987), britischer Badmintonspieler
- Micah Wilkinson (* 1996), neuseeländischer Segler
- Michael Wilkinson (* 1970), australischer Kostümbildner
- Mike Wilkinson (* 1981), amerikanisch-mazedonischer Basketballspieler
- Monty Wilkinson, US-amerikanischer Jurist und Politiker
- Morton S. Wilkinson (1819–1894), US-amerikanischer Politiker

### N
- Neil Wilkinson (Fußballspieler) (1955–2016), englischer Fußballspieler
- Neil Wilkinson (Eishockeyspieler) (* 1967), kanadischer Eishockeyspieler
- Nicholas Wilkinson (* 1988), norwegisch-britischer Politiker
- Nicolas Browne-Wilkinson, Baron Browne-Wilkinson (1930–2018), britischer Jurist und Richter
- Norman Wilkinson (1878–1971), britischer Künstler

### O
- Ollie Wilkinson (* 1944), irischer Politiker

### P
- Paul Wilkinson (Politikwissenschaftler) (1937–2011), britischer Politikwissenschaftler
- Paul Wilkinson (Fußballspieler) (* 1964), englischer Fußballspieler
- Peter Wilkinson (Diplomat) (1914–2000), britischer Diplomat
- Peter Wilkinson (Leichtathlet) (1933–2014), britischer Marathonläufer
- Peter Wilkinson (Musiker) (* 1969), britischer Bassist, Mitgründer von Cast (Band)
- Peter Wilkinson (Seeoffizier) (* 1956), britischer Vizeadmiral

### R
- Ray Wilkinson († 1984), US-amerikanischer Filmtechniker und Ingenieur
- Rhian Wilkinson (* 1982), kanadische Fußballspielerin und -trainerin
- Richard Wilkinson (Cricketspieler) (* 1977), englischer Cricketspieler
- Richard Wilkinson (Schauspieler), US-amerikanischer Schauspieler
- Richard Denys Wilkinson, britischer Diplomat
- Richard G. Wilkinson (* 1943), britischer Gesundheitswissenschaftler und Hochschullehrer
- Richard H. Wilkinson (* 1951), US-amerikanischer Ägyptologe
- Richard James Wilkinson  (1867–1941), britischer Gelehrter und Kolonialbeamter
- Richard Norton Wilkinson († 1804), kanadischer Soldat und Richter
- Rob Wilkinson (1951–2021), englischer Rugby-Union-Spieler
- Roderick Wilkinson (1917–2004), britischer Schriftsteller
- Ruth Wilkinson (1901–1985), neuseeländische Apothekerin, Lokalhistorikerin und Autorin

### S
- Sarah H. Wilkinson, US-amerikanische Schauspielerin und Tänzerin
- Shaun Wilkinson (Fußballspieler) (* 1981), englischer Fußballspieler
- Shaun Wilkinson (Dartspieler) (* 1992), englischer Dartspieler
- Spenser Wilkinson (1853–1937), britischer Militärhistoriker und Journalist
- Stephen Wilkinson (* 1956), britischer Schriftsteller, Journalist und Übersetzer

### T
- Theodore Stark Wilkinson (Politiker) (1847–1921), US-amerikanischer Politiker
- Theodore Stark Wilkinson (Admiral) (1888–1946), US-amerikanischer Marineoffizier
- Thomas Wilkinson (Komponist) (fl. 1575–1612), britischer Komponist
- Thomas Wilkinson (Marineoffizier) (1898–1942), britischer Marineoffizier, Träger des Victoria Cross
- Thomas Oberson Wilkinson (* 1923), US-amerikanischer Soziologe
- Thomas William Wilkinson (Bischof) (1825–1909), britischer römisch-katholischer Bischof
- Thomas William Wilkinson (Bildhauer) (1875–1950), britischer Bildhauer
- Toby Wilkinson (* 1969), britischer Ägyptologe
- Tony Wilkinson (1948–2014), britischer Archäologe
- Tom Wilkinson (1948–2023), britischer Schauspieler
- Trevor Wilkinson (1923–2008), britischer Automobilkonstrukteur und Unternehmer

### W
- Wallace G. Wilkinson (1941–2002), US-amerikanischer Politiker
- Walter Wilkinson (Puppenspieler) (1888–1970), britischer Puppenspieler
- Walter Wilkinson (Leichtathlet) (* 1944), britischer Mittelstreckenläufer
- William Wilkinson (Unternehmer) (1744–1808), britischer Unternehmer
- William Wilkinson (Architekt) (1819–1901), britischer Architekt
- William Boutland Wilkinson (1819–1902), britischer Bauingenieur

### Z
- Zoe Wilkinson (* 1980), britische Eiskunstläuferin, siehe Zoe Jones